# Ramon Tremosa
Ramon Tremosa i Balcells (ur. 30 czerwca 1965 w Barcelonie) – hiszpański i kataloński ekonomista i wykładowca, poseł do Parlamentu Europejskiego VII i VIII kadencji.

## Życiorys
W 1999 obronił doktorat z dziedziny ekonomii na temat wpływu polityki monetarnej na wyniki gospodarcze przemysłu katalońskiego w latach 1983–1995. Został członkiem Círculo de Estudios Soberanistas, koła badawczego zajmującego się możliwościami osiągnięcia przez Katalonię niezależności gospodarczej i politycznej.
W 1985 wstąpił do Konwergencji Demokratycznej Katalonii, którą opuścił w 2002 w sprzeciwie wobec współpracy z Partią Ludową. W latach 1989–1991 pracował w Wydziale Ogólnym Ministerstwa Dobrobytu Społecznego podczas rządów Jordiego Pujola. Został profesorem teorii ekonomii w centrum analiz gospodarczych i nauk społecznych (CAEPS) Uniwersytetu Barcelońskiego.
W 2006 sprzeciwiał się nowemu statutowi autonomicznemu Katalonii, który jego zdaniem nie dawał wystarczających gwarancji niezależności gospodarczej Katalonii. Autor lub współautor licznych publikacji, m.in. Estatut de Catalunya, veritats contra mentides, El sobiranisme necessari i L'espoli fiscal. Una asfíxia premeditada.
W wyborach w 2009 stanął na czele listy Koalicji dla Europy. Zdobył jeden z dwóch mandatów, które przypadły tej liście. W PE VII kadencji został członkiem grupy Porozumienia Liberałów i Demokratów na rzecz Europy oraz Komisji Gospodarczej i Monetarnej. W 2014 z powodzeniem ubiegał się o europarlamentarną reelekcję; w PE zasiadał do 2019. W 2020 został członkiem katalońskiego rządu odpowiedzialnym za sprawy biznesu, funkcję tę pełnił do 2021. W tymże roku z ramienia Junts per Catalunya wybrany do katalońskiego parlamentu, a w 2023 uzyskał mandat radnego Barcelony.